# Klack
Klack war eine Kinder-Gameshow, welche ab dem 4. Februar 1989 jeweils am Samstagmorgen auf RTL Plus lief. Moderiert wurde die rund 45 Minuten dauernde Sendung von Nicole Bierhoff. Am 19. Dezember 1992 lief die letzte Sendung, sie wurde im Zuge einer Programmreform bei RTL gestrichen. In Klack spielten jeweils zwei Schulklassen gegeneinander. Es gab verschiedene Spiele, in welchen sich die Kinder gegenseitig maßen.

## Die Spiele
Die Show bot verschiedene Disziplinen, einige davon waren XXL-Formate von bekannten Gesellschaftsspielen. Eine Auswahl davon:
- Im NES-Spiel Super Mario Bros. mussten sie im ersten Level so viele Punkte wie möglich sammeln
- Ein Skateboard-Videospiel, in welchem der Kandidat auf einem Skateboard balancierend die Figur erfolgreich durch einen Park lenken musste
- In Knobel-Klack musste jeweils die aufleuchtende Zahl so rasch wie möglich gedrückt werden.
- Im Hit-Klack musste man sich bewegende Balken mit Hilfe eines Buzzers zu einem Quadrat verbinden. Dies wurde solange wiederholt bis entweder alle möglichen Quadrate vollendet oder drei Fehler gemacht wurden.
- Bei Tele-Klack musste via Buzzer ein Punkt rechtzeitig gestoppt werden, damit er bei der vorgegebenen Zahl von 1–9 hält.
- Beim Klack-Piraten saß ein Pirat in einem Fass. In dieses mussten Schwerter gesteckt werden. Sprang der Kopf des Piraten bei einem Schwertstoß heraus, so hatte dieser Kandidat verloren.
- In Logo-Klack mussten aus einem Wortsalat Wörter gebildet werden.
- Kroko-Klack war eine große Version des damals neuen Kroko Doc, bei welchem dem Krokodil die Zähne gezogen werden mussten. Klappte es das Maul dabei zusammen, so verlor der Kandidat.
- Bei Skill-Klack galt es, Bälle in einer Art vertikalem Labyrinth dank beweglicher, Schraubenschlüssel-Förmiger Elemente möglichst lange im Spiel zu halten.
- In Monster-Mix musste man ein zufällig generiertes, 3-teiliges Monster aus einer großen Auswahl so rasch wie möglich finden.
- In der Klack-Familie versteckten sich die verschiedenen Familienmitglieder im Haus. Wer die gesuchte Person fand, gewann.
- Am Ende traten jeweils auch die Väter der Kinder in einem Carrera-Autorennen an.

## Merchandising

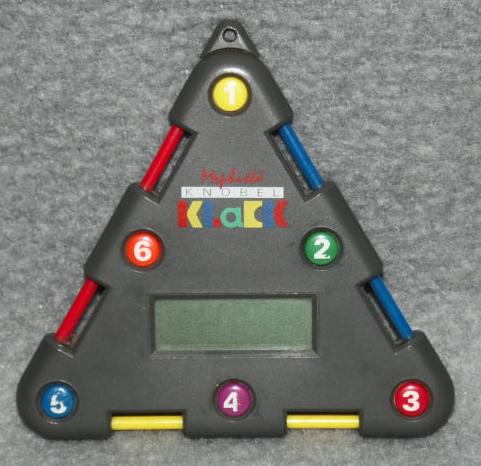
Das LCD-Spiel „Knobel-Klack“ der Firma Mephisto.

Einige Spiele aus der Sendung wurden auch in einem kleineren Format veröffentlicht. So gab es Umsetzungen von Monster Mix, Skill-Klack, dem Klack-Piraten (Popup Pirate), dem Kroko-Klack (Croco Doc) und auch der Klack-Familie für jedermann im Spielwarengeschäft zu kaufen.
Des Weiteren wurden LCD-Handhelds für Tele-Klack, Hit-Klack, Knobel-Klack von der Firma Mephisto, sowie Logo-Klack von der Firma Yeno vertrieben.